# Хомо-Пацоа
Хомо-Пацоа (англ. Khomo-Phatsoa) — одна з місцевих громад, що розташована в районі Цгачас-Нек, Лесото. Населення місцевої громади у 2006 році становило 8 263 особи.